# В'язівська сільська рада (Краснокутський район)
В'я́зівська сільська́ ра́да — адміністративно-територіальна одиниця та орган місцевого самоврядування у Краснокутському районі Харківської області. Адміністративний центр — село В'язова.

## Загальні відомості
- В'язівська сільська рада утворена в 1920 році.
- Територія ради: 47,239 км²
- Населення ради: 794 особи (станом на 2001 рік)

## Населені пункти
Сільській раді були підпорядковані населені пункти:
- с. В'язова
- с. Михайлівка
- с. Одрада
- с. Олійники
- с. Рандава

## Склад ради
Рада складалася з 12 депутатів та голови.
- Голова ради: Чуль Олександр Володимирович
- Секретар ради: Ткаченко Ксенія Олексіївна

### Керівний склад попередніх скликань
| Прізвище, ім'я, по батькові  | Основні відомості                                                         | Дата обрання | Дата звільнення |
| ---------------------------- | ------------------------------------------------------------------------- | ------------ | --------------- |
| Рондік Наталія Іванівна      | Сільський голова, 1976 року народження                                    | 26.03.2006   | 31.10.2010      |
| Чуль Олександр Володимирович | Сільський голова, 1961 року народження, освіта вища, член Партії регіонів | 31.10.2010   |                 |

Примітка: таблиця складена за даними сайту Верховної Ради України

### Депутати
За результатами місцевих виборів 2010 року депутатами ради стали:

#### За суб'єктами висування
| Суб'єкт висування                                       | Кількість обраних депутатів | %    |
| ------------------------------------------------------- | --------------------------- | ---- |
| Політична партія Всеукраїнське об'єднання «Батьківщина» | 7                           | 58,3 |
| Політична партія «Сильна Україна»                       | 4                           | 33,3 |
| Політична партія «Наша Україна»                         | 1                           | 8,3  |

#### За округами
| № округу                                                | Прізвище, ім'я, по батькові    | Дата визнання обраним | Освіта | Партійна приналежність                        | Відомості про обраного депутата                     |
| ------------------------------------------------------- | ------------------------------ | --------------------- | ------ | --------------------------------------------- | --------------------------------------------------- |
| Політична партія Всеукраїнське об'єднання «Батьківщина» |                                |                       |        |                                               |                                                     |
| 2                                                       | Павлюченко Тетяна Тимофіївна   | 12.11.2010            | вища   | позапартійна                                  | Вязівська АСМ, лікар                                |
| 3                                                       | Чубенко Віталій Валерійович    | 12.11.2010            | вища   | член Всеукраїнського об'єднання «Батьківщина» | приватний підприємець                               |
| 5                                                       | Конів Віктор Миколайович       | 12.11.2010            | вища   | позапартійний                                 | ПАФ «ВАТАЛ», старший зоотехнік                      |
| 7                                                       | Труш Микола Іванович           | 12.11.2010            | вища   | позапартійний                                 | Вязівська загальноосвітня школа І-ІІІ ст., водій    |
| 8                                                       | Мірошниченко Віктор Григорович | 12.11.2010            | вища   | позапартійний                                 | ПАФ «ВАТАЛ», головний інженер                       |
| 9                                                       | Скачко Сергій Іванович         | 12.11.2010            | вища   | позапартійний                                 | ПАФ «ВАТАЛ», старший інженер енергетик              |
| 12                                                      | Ткаченко Ксенія Олексіївна     | 12.11.2010            | вища   | член Всеукраїнського об'єднання «Батьківщина» | Вязівська с/р, секретар виконавчого комітету        |
| Політична партія «Наша Україна»                         |                                |                       |        |                                               |                                                     |
| 1                                                       | Рондік Сергій Анатолійович     | 12.11.2010            | вища   | член Політичної партії «Наша Україна»         | ПАФ «ВАТАЛ», старший агроном                        |
| Політична партія «Сильна Україна»                       |                                |                       |        |                                               |                                                     |
| 4                                                       | Пономаренко Ганна Іванівна     | 12.11.2010            | вища   | член Політичної партії «Сильна Україна»       | Вязівська загальноосвітня школа І-ІІІ ст., вчитель  |
| 6                                                       | Труш Любов Миколаївна          | 12.11.2010            | вища   | член Політичної партії «Сильна Україна»       | Вязівська с/р, землевпорядни                        |
| 10                                                      | Токар Лілія Вікторівна         | 12.11.2010            | вища   | член Політичної партії «Сильна Україна»       | Вязівська загальноосвітня школа І-ІІІ ст., директор |
| 11                                                      | Корнійчук Юрій Миколайович     | 12.11.2010            | вища   | член Політичної партії «Сильна Україна»       | ПАФ «ВАТАЛ», старший інженер з охорони праці        |